# Negocios internacionales
El término negocios internacionales alude a todas las transacciones comerciales (privadas y gubernamentales; ventas, inversiones, logística y transporte) que se llevan a cabo entre dos o más personas, regiones, ciudades y/o naciones dentro de los límites políticos. Usualmente las compañías privadas emprenden dichas transacciones redituables; el gobierno las emprende por lucro o por política. Se refiere a todos los negocios con actividades que involucren transacciones entre fronteras para bienes, servicios entre dos o más naciones, transacciones por recursos económicos,incluido el capital, las habilidades, las personas, etcétera, para producción internacional de bienes físicos y servicios, así como para finanzas, bancos, aseguranzas, construcción y otros.
Una empresa multinacional es una empresa que tiene un enfoque a nivel mundial en los mercados y la producción con una operación o más de un país. A menudo se llama corporación multinacional o empresa transnacional. Las multinacionales más conocidas se encuentran empresas de comida rápida como McDonald's y Yum! Brands (dueños de Taco Bell, KFC y Pizza Hut), los fabricantes de vehículos como General Motors, Ford Motor Company y Toyota, compañías de electrónica de consumo como Samsung, LG y Sony, y las empresas de energía, tales como ExxonMobil, Shell y BP. La mayor parte de las corporaciones más grandes operan en varios mercados nacionales e internacionales.
Las áreas de estudio dentro de este tema incluyen diferencias en los sistemas legal, los sistemas políticos, la política económica, el lenguaje, las normas de contabilidad, las normas laborales, nivel de vida, las normas ambientales, la cultura local, la cultura corporativa, mercado de divisas, los aranceles, las regulaciones de importación y exportación, el comercio acuerdos, el clima, la educación y muchos temas más. Cada uno de estos factores requiere cambios significativos en la forma en unidades individuales de negocios operan de un país a otro.

## Antecedentes
Uno de los primeros académicos en participar en el desarrollo de una teoría de las empresas multinacionales fue Stephen Hymer. A lo largo de su vida académica, el desarrolló teorías que buscaban explicar la inversión extranjera directa (IED) y por qué las empresas se vuelven tiendas de barrio
Hay tres fases en el trabajo de Hymer. La primera fase fue su disertación en 1960 llamada Operaciones Internacionales de Empresas Nacionales. En esta tesis, Hymer parte de la teoría neoclásica y abre una nueva área de producción internacional. Al principio, Hymer comenzó a analizar la teoría neoclásica y la inversión financiera en cual la razón principal para el movimiento de capital es la diferencia en las tasas de interés. Luego comenzó a analizar las características de la inversión extranjera de grandes empresas para producción y negocios directos, llamando a esto inversión extranjera directa. Al analizar los dos tipos de inversiones, Hymer distinguió la inversión financiera de la inversión directa. La principal característica distintiva fue el control. Donde la inversión de cartera es un enfoque más pasivo, y el objetivo principal es la ganancia financiera, con la inversión extranjera directa una empresa tiene control sobre las operaciones en el extranjero. Entonces, la teoría tradicional de la inversión basada en tasas de interés diferenciales no explica las motivaciones para la IED.
Según Hymer, hay dos determinantes principales de la IED en los que una estructura de mercado imperfecta es el elemento clave. El primero son las ventajas específicas de la empresa que se desarrollan en el país de origen de las empresas específicas y, de manera provechosa, se utilizan en el país extranjero. El segundo determinante es la eliminación de control en el que Hymer escribió: "Cuando las empresas están interconectadas, compiten en vender en el mismo mercado o una de las empresas puede venderle a la otra", y debido a esto "puede ser provechoso sustituir toma de decisiones centralizadas por toma de decisiones descentralizada".
La segunda fase es su artículo neoclásico en 1968. Este documento incluye una teoría de la internacionalización y explica la dirección del crecimiento de la expansión internacional de las empresas. En una etapa posterior, Hymer adoptó un enfoque más Marxista en el que explica que las multinacionales como agentes de un sistema capitalista internacional causan conflictos y contradicciones, causando, entre otras desigualdades y pobreza en el mundo. Hymer es el padre de la teoría de la EMN, y explica las motivaciones para las empresas que realizan negocios directos en el extranjero.
Entre las teorías económicas modernas de las multinacionales y la inversión extranjera directa están la teoría de la internalización y el modelo OLI de John Dunning. Hymer y Dunning son considerados padres fundadores de negocios internacionales como un campo de estudio especializado.
Las licencias y las franquicias son dos modos de entrada adicionales que funcionan de manera similar. La concesión de licencias permite a un licenciante otorgar los derechos de una propiedad intangible al licenciatario durante un período de tiempo específico a cambio de una regalía. La franquicia, por otro lado, es una forma especializada de concesión de licencias en la que el "franquiciador" vende la propiedad intangible al franquiciado y también requiere que el franquiciado opere según lo dictado por el franquiciador.
Por último, una empresa conjunta y una subsidiaria de propiedad total son dos modos de entrada más en los negocios internacionales. Una empresa conjunta es cuando una empresa creada es propiedad conjunta de dos o más empresas (la mayoría de las empresas conjuntas son sociedades 50-50). Esto contrasta con una subsidiaria de propiedad absoluta, cuando una empresa posee el 100 por ciento de las acciones de una empresa en un país extranjero porque ha establecido una nueva operación o adquiere una empresa establecida en ese país.

## Factores físicos y sociales de negocios competitivos y ambiente social
La realización de las operaciones internacionales depende de los objetivos de las empresas y los medios con los que las realizan. Las operaciones afectan y son afectados por factores físicos, sociales y el entorno competitivo.

### Elección del modo de ingreso
Variables estratégicas afectan la elección del modo de entrada para la expansión multinacional más allá de sus mercados nacionales. Estas variables son la concentración global, sinergias globales, y las motivaciones estratégicas globales de empresas multinacionales.
- Concentración global: muchos mercados de acciones y superposición con un número limitado de otras empresas de la misma industria.
- Sinergias globales: la reutilización o el uso compartido de los recursos por una corporación y pueden incluir los departamentos de mercadotecnia u otros insumos que se pueden utilizar en múltiples mercados.
- Motivaciones estratégicas globales: otros factores más allá del modo de entrada que son las razones básicas para la expansión empresarial en un mercado adicional. Estas son razones estratégicas que pueden incluir el establecimiento de un puesto de avanzada expansión extranjera, desarrollo de sitios de abastecimiento entre otras razones estratégicas.[5]

### Medios de negocio
Los negocios internacionales se llevan a cabo a través de diversos medios, los cuales facilitan el intercambio de bienes, servicios e inversiones entre empresas y personas de diferentes países. A continuación, se detallan algunos de los medios de negocios más comunes:
1. Comercio Internacional:
Importación: Compra de bienes y servicios producidos en un país extranjero para su venta en el mercado nacional.
Exportación: Venta de bienes y servicios producidos en el país a compradores en el extranjero.
Comercio Electrónico Transfronterizo: Venta y compra de bienes y servicios a través de internet, entre compradores y vendedores de diferentes países.
2. Inversión Extranjera Directa (IED):
Inversión realizada por una empresa en un país extranjero para establecer una operación comercial o adquirir una empresa existente.
La IED puede tomar diversas formas, como la creación de subsidiarias, la adquisición de empresas, la participación en joint ventures, etc.
3. Alianzas Estratégicas:
Acuerdos de colaboración entre empresas de diferentes países para compartir recursos, tecnología o mercados.
Las alianzas estratégicas pueden ser de diversa índole, como joint ventures, acuerdos de licencia, consorcios de investigación, etc.
4. Franquicias:
Acuerdos contractuales en los que una empresa (franquiciador) otorga a otra empresa (franquiciado) el derecho de utilizar su marca, nombre comercial, know-how y métodos operativos para establecer y operar un negocio similar al del franquiciador.
5. Subcontratación Internacional:
Contratación de una empresa extranjera para realizar actividades o procesos específicos relacionados con la cadena de valor de una empresa.
La subcontratación internacional puede ser una estrategia para reducir costos, acceder a mano de obra especializada o aprovechar las ventajas competitivas de otros países.

### Factores físicos y sociales de las empresas
- Políticas y prácticas legales:

Las políticas internas de la empresa son un conjunto de directrices documentadas que establecen normas en áreas como procedimientos apropiados y comportamiento de los empleados. En muchos casos, las políticas internas deben cumplir con ciertos requisitos legales, tales como los relativos al derecho de un empleado a la privacidad. Los tipos de políticas que las empresas implementan varían ampliamente, dependiendo de la naturaleza del negocio y la filosofía de la gerencia.
- Los factores culturales:

La Cultura entre empresas es el repertorio de conductas, la manera de proceder y actuar en una empresa en concordancia con los objetivos y metas que esta se propone alcanzar. La cultura en cuanto a conducta se refiere, habla de las características, propiedades, tipología y forma de conducirse de los diferentes miembros de la empresa, la cultura refleja la imagen de la organización.
Los sistemas o medios de comunicación organizacional, están al servicio de la cultura, ya que ésta puede estar explícitamente reglamentada o no.
- Las Equilibrio económico fuerzas económica:

Existen ciclos económicos cuando la actividad económica se acelera o se desacelera. Más concretamente, un ciclo económico es una oscilación de la producción, la renta y el empleo de todo el país, que suele durar entre 2 y 10 años y que se caracteriza por una expansión o contracción general de muchos sectores de la economía. Se producen en todas las economías de mercado avanzadas.
Equilibrio
Situación de estabilidad en un proceso, que se produce cuando se compensan, anulándose, las fuerzas opuestas que obran en el mismo. El término proviene de la física, donde se aplicó inicialmente a un estado de reposo en cuerpos sometidos a fuerzas diferentes. En economía sirve para describir un estado en el cual no existen tendencias hacia el cambio o, más precisamente, donde las tendencias presentes se anulan entre sí produciendo estabilidad. 
- Influencias geográficas:

Dentro del marco externo, hay que distinguir entre el entorno general y el entorno específico ya que no son completamente iguales:
Entorno general: se refiere al marco global o conjunto de factores que afectan de la misma manera a todas las empresas de una determinada sociedad o ámbito geográfico.
Entorno específico: se refiere únicamente a aquellos factores que influyen sobre un grupo específico de empresas, que tienen unas características comunes y que concurren en un mismo sector de actividad.

### Factores competitivos de negocio
- Social
- Económico

### Riesgos de los negocios
- Estratégico
- Operacional
- Económico
- Financiero
- Riesgo de terrorismo
- Planificación
- Precio
- Satisfacción del cliente
- Mala gestión
- Ambiental[6]
- De competencia

## Factores que influyeron en el crecimiento de la globalización en los negocios internacionales
Ha habido un crecimiento en la globalización en las últimas décadas, debido al menos a los siguientes ocho factores:
- La tecnología está en expansión, especialmente en el transporte y las comunicaciones.
- Los gobiernos están eliminando las restricciones comerciales internacionales.
- Las instituciones proveen servicios para facilitar la realización de negocios internacionales.
- Los consumidores quieren saber acerca de los bienes y servicios extranjeros.
- La competencia se ha vuelto más globalizada.
- Las relaciones políticas han mejorado entre algunas de las principales potencias económicas.
- Los países cooperen más en cuestiones transnacionales.
- La cooperación y los acuerdos entre países.

## Importancia de la educación o enseñanza de los negocios internacionales
- La mayoría de las empresas son internacionales o compiten con empresas internacionales.
- Los métodos de funcionamiento pueden ser diferentes a los utilizados en el país.
- La mejor forma de hacer negocios puede diferir según el país.
- La comprensión ayuda a tomar mejores decisiones de carrera.
- La comprensión ayuda a decidir qué políticas gubernamentales para apoyar.

Los gerentes de negocios internacionales deben comprender las disciplinas de las ciencias sociales y la forma en que afectará a todas las áreas de negocio funcionales.

### Importancia de los estudios lingüísticos/culturales en negocios internacionales
Una ventaja considerable en negocios internacionales se obtiene a través del conocimiento y el uso del lenguaje. Las ventajas de ser un empresario internacional que es fluido en el idioma local son las siguientes:
- Tener la capacidad de comunicarse directamente con los empleados y clientes.
- La comprensión de la manera de hablar dentro de los negocios en el área local para mejorar la productividad general.
- Ganar el respeto de los clientes y los empleados al hablar con ellos en su lengua materna.

En muchos casos, es imposible obtener una comprensión de los hábitos de una cultura sin primero tomar el tiempo para entender la cultura. Algunos de los beneficios de entender la cultura local son las siguientes:
- Ser capaz de proporcionar las técnicas de mercadotecnia que se adaptan específicamente para el mercado local.
- Saber cómo otras empresas operan en él y lo que pueden o no ser tabúes sociales.
- La comprensión de la estructura temporal de un área. Algunas sociedades están más centrados en "llegar a tiempo", mientras que otros se centran en hacer negocios en "el momento adecuado".
- Asociarse con otras personas que no saben varios idiomas.

### Importancia del estudio de los Negocios Internacionales
Las normas de negocios internacionales se centran en lo siguiente:
- Dar a conocer la interrelación de políticas públicas de un país y las prácticas económicas en otro.
- Mejorar las relaciones comerciales internacionales a través de estrategias de comunicación adecuadas.
- Entender el negocio del medio ambiente mundial, es decir, la interconexión de los sistemas culturales, políticos, jurídicos, económicos y éticos.
- Exploración de conceptos básicos que subyacen las finanzas internacionales, gestión, mercadotecnia y las relaciones comerciales.
- Identificar las formas de propiedad de las empresas y las oportunidades de negocios internacionales.

Al centrarse en estos, los estudiantes obtendrán una mejor comprensión de la economía política. Se trata de herramientas que ayuden a la gente de negocios futuros cerrar la brecha económica y política entre países.
Cada vez hay una cantidad mayor de demanda de la gente de negocios con una educación en Negocios Internacionales. Una encuesta realizada por Thomas Patrick, de la Universidad de Notre Dame, concluyó que los titulados de licenciatura y los titulados de maestría consideraron que la formación recibida a través de la educación eran muy práctico en el entorno de trabajo. Hombres de negocios con una educación en negocios internacionales también tuvieron una probabilidad significativamente mayor de ser enviados al extranjero para trabajar en las operaciones internacionales de la empresa.
La siguiente tabla proporciona una descripción de la educación superior en negocios internacionales y sus beneficios.
|                                                                         | Maestrías | Doctorados |
| ----------------------------------------------------------------------- | --- | --- |
| Para quién es este título                                               | Personas interesadas en el manejo de carreras con compañías multinacionales                                              | Personas que están interesadas en la investigación de las carreras |
| Trayectorias profesionales comunes (con salario medio anual aproximado) | - Directores ejecutivos ($167,000)* - Gerentes generales o de operación ($95,000)*                                       | - Profesores de negocios de las universidades ($75,000)* - Economistas ($91,000)* |
| Tiempo de competencia                                                   | 1–2 años tiempo completo                                                                                                 | 3–5 años, además de maestrías o cursos de otras instituciones |
| Requisitos comunes de graduación                                        | - Alrededor de 15-20 cursos de nivel de posgrado - Prácticas o estudios en el extranjero - Se requiere lengua extranjera | La mayoría (o todos) de los requisitos de grado de maestría, además de: - Al menos 12 o más cursos de postgrado - Ph.D. exámenes calificatorios - Propuesta - Disertación - Requisito de enseñanza |
| Requisitos previos                                                      | Grado y experiencia laboral, experiencia cuantitativa de licenciatura                                                    | Licenciatura en negocios o campo relacionado |
| Disponibilidad en línea                                                 | Sí | Limitada |